# Тельшевський повіт
Тельшевський повіт (рос. Тельшевский уезд, лит. Telšių apskritis) — адміністративна одиниця Ковенської губернії, що існувала в 1795—1920 роках. Повітове місто — Тельши (сучасний Тельшяй).

## Історія
Повіт утворений у 1795 році у складі Віленської губернії після третього розділу Речі Посполитої. У 1842 році повіт увійшов до складу новоствореної Ковенської губернії.

## Населення
По перепису 1897 року населення повіту становило 183'351 осіб, у тому числі в місті Тельши — 6'205 мешк., у містечках Плунгяни — 4'795 мешк., Шкуди — 3'900 мешк., Кретинген — 3'263 мешк.

### Національний склад
Національний склад за переписом 1897 року: 
- литовці — 148 890 осіб (81,2 %);
- євреї — 22 696 осіб (12,4 %);
- латиші — 4'264 осіб (2,3 %);
- поляки — 2'775 осіб (1,5 %);
- русини — 2'323 чол. (1,3 %).

## Адміністративний поділ
У 1913 році в повіті було 18 волостей: 
| - Бернатовська — д. Паукштаки, - Ворненська — м. Ворни, - Гадоновська — м. Неворани, - Гинтелишська — м. Гинтелишки, - Горждовская — м. Горжди, - Дорбянська — м. Дорбяни, - Жидиковська — м. Жидикі, - Жоранская — м. Жорани, - Иллокская — м. Иллокі, | - Корцянська — м. Корцяни, - Кретингенська — м. Кретинген, - Масядська — м. Масяди, - Ольсядська — м. Ольсяди, - Плунгянська — м. Плунгяни, - Салантовська — м. Саланти, - Сядська — м. Сяди, - Тиркшлевська — м. Тиркшлі, - Шкудська — м. Шкуди, |